# Yara (cantante)
Yara (en árabe يارا ) es una cantante cristiana libanesa nacida el 1 de junio de 1983. Su nombre original es Carla Nazih, y su familia es de Deir Al-Ahmar, en el Valle del Bekaa. Su padre se llama Nazih y su madre Rola, quien la acompaña dondequiera que vaya, tiene una hermana mayor y un hermano llamado Melhem. Ella es la más pequeña de la familia.
Si nos movemos a su vida musical y artística, ella surgió con la ayuda de Tarek Abu Jaoude, y así empezó a construir su fama, la presentó a la audiencia y eligió su nombre musical: Yara, nombre usado en los países árabes probablemente de origen siríaco con el que este pueblo llamaba a los meses de la primavera, pero tiene otros equivalentes, en fenicio significa “amada mía”, en persa “hija de la primavera” y en idioma faraónico significa “reina del cielo” 
A la edad de 15 años recibió su primer premio de mejor artista en "El Kas Nojoom" (copa de las estrellas).Y recibió numerosos premios, como el Murex de Oro en el que obtuvo tres premios en 2006 y también el Premio Bosna. 
Su voz romántica se estableció por un tiempo, para volver en 2005, Yara tuvo su mayor apreciación con la famosa balada "Hobb Kibir" (un amor   grande) seguido por "Twassa fiyyi", que incluye 9 canciones. Produjo varias canciones y videoclips, como "Inta Menni" y "Ma Yhemmak" (no te preocupes) en los que sale vestida de rojo, el color dominante. 

## Discografía
- 2005 - Twassa fiyi (confía en mi)
- 2008 - Inta Menni (tu eres parte de mi)
- 2009 - La’ali khaliyi (noches del golfo)
- 2014 - Ya 3ayesh bi 3youni (Vive con mis ojos)
- 2017 - M3azzabni L Hawa (Dios me atormenta)